# Sungai Deras
Sungai Deras is een bestuurslaag in het regentschap Kerinci van de provincie Jambi, Indonesië. Sungai Deras telt 1134 inwoners (volkstelling 2010).